# Nana (anime)

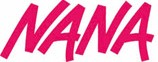
Logo anime NANA. Licență: domeniu public. Anul: 2014

Nana este un manga josei, serie scrisă și ilustrată de Ai Yazawa, serializată în Cookie publicat de Shueisha. 

## Date generale
Titlul său manga derivă de la numele celor două personaje principale: Nana Osaki și Nana Komatsu. Nana Komatsu este o fată din Tokyo care urmărește un prieten de la colegiu în speranța de a avea un vis împlinit. Nana Osaki a fost solistă într-o trupă de punk populară în orașul ei natal. Ea merge la Tokyo, cu scopul de a deveni iar mare cântăreață. Cele două Nana se întâlnesc în trenul din oraș. Mai târziu se execută fiecare atunci când s-a întâmplat să stea amândouă în același apartament și au devenit colege de cameră. Seria cronică e despre prietenia lor și despre viața lor și despre cum să-ți pornești o nouă viață. 

## Personaje
Nana Osaki, Nana sau "Nana O."
- Exprimată de: Romi Park (japoneză), Rebecca Shoichent (engleză).

Unul dintre personajele titulare ale seriei, Nana Osaki este vocalistul trupei punk Black Stones, de asemenea cunoscută sub numele de Blast. Ea îi consideră pe cei din trupa Trapnest ca rivali, cel mai probabil din cauza faptului pentru care Ren a decis să plece din Blast pentru Trapnest și colega ei de cameră care s-a căsătorit cu liderul din Trapnest. Deși Nana poate arăta ca o cântăreață punk dură, ea are un fel de inimă și este o prietenă devotată. Cu toate acestea ea poate fi posesivă și întunecată, devenind ușor emoținală, în timp ce are probleme de respirație. Ea este deosebit de nesigură cu privire la pierderea persoanelor ei apropiate și admite ușor prin mijloace cum ar fi aducerea lui Nobu și a lui Nana Komatsu împreună astfel încât ea să poată țină la Hachi. Abandonată de mama ei și crescută de bunica sa, Nana nu l-a cunoscut pe tatăl ei niciodată. Ea a fost exmatriculată de la liceu după ce a fost acuzată pe nedrept pentru prostituție. În ciuda acestor greutăți, Nana "lustruiește cioburile din visele ei" și este determinată să aibă succes ca solist principal al trupei Blast. Ea devine logodită cu prima ei dragoste, Ren Honjo. În scenele viitoare (din capitolul 58) poate fi interpretat faptul că Nana a fugit din Japonia și a tăiat toate legăturile cu prietenii ei. Acest lucru poate fi declanșat din cauza morții logodnicului ei Ren, precum și a evenimentelor care au urmat. Designerul ei preferat este Vivienne Westwood iar trupa ei preferată Sex Pistols.
Nana Komatsu, Hachi sau "Nana K." 
- Exprimată de: Kaori (japoneză), Kelly Sheridan (engleză).

Cealaltă "Nana" din serie, alături de Nana Osaki. Nana Komatsu vine la Tokyo pentru aș urma visul, deși inițial ea vine în scopul de a avea o relație cu iubitul ei, Shoji Endo. Cu toate acestea spre deosebire de Nana Osaki, ea provine dintr-o familie mare și fericită, chiar dacă perspectivele lor copilăroase o împiedică să trăiască pe cont propriu, ea este predispusă să se încadreze în dragoste la prima vedere. Datorită faptului că este bună și credincioasă, Nana Osaki i-a dat porecla "Hachi", după câinele Hachiko. În plus "Hachi" înseamnă "opt" în japoneză, în timp ce "Nana" se referă la numărul șapte. Nana Komatsu, treptat devine mai matură când seria progresează, și devine extrem de protectoare pentru Nana Osaki, care devine tot mai dependentă de Hachi pentru stabilitate. În timpul seriei, Nana formează relații atât cu Takumi și Nobu până când devine însărcinată cu unul dintre ei, deși nu este singură de ce. Deși ea este în dragoste cu Nobu, ea a ales să se căsătorească cu Takumi, deoarece el ar putea fi mai bun pentru creșterea copilului. În timpul scenelor din evenimentele viitoare, este cunoscut faptul că Hachi are o fiică pe nume Satsuki. Nana este probabil încă măritată cu Takumi, deși căsătoria dintre ei nu pare să fie fericită sau nefericită. Deși Junko sugerează că Hachi ar trebui să divorțeze de Takumi, dar ei nu o fac, deoarece Hachi consideră că ar fi plictisitor.

## Manga
Seria manga constă în 21 de volume. Primul a apărut in 2000 continuând până în 2009 cand seria a fost pusă "în așteptare" din cauza problemelor de sănătate ale autorului.

## Anime
Seria anime constă în 47 de episoade nefiind sigură continuarea acestora. Primul episod a apărut în data de 5 aprilie 2006 și a continuat până în 17 martie 2007.

## Autorul
Autorul manga este încă prezent și este bolnav după recuperare. S-a raportat la sfârșitul lunii aprilie 2010 că Ai s-a întors acasă de la spital și nu știe când se va întoarce la muncă. Nana este în prezent lansat în America de Nord de Viz Media. A fost serializat de Shojo beat până în august 2007 și emisiunea continuă să fie lansată în volume tankōbon manga,de asemenea a fost adaptat într-un film live-action de mare succes cu o continuare lansată în 9 decembrie 2006. Adaptarea anime a fost anunțată ulterior pentru lansare în America de Nord în Viz Media. Funimation a primit drepturile de difuzare la Viz Media în dub și a avut premiera pe canalul Funimation la 19 septembrie 2009.

## Difuzarea în România
Difuzarea în țara noastră a fost pe Animax cu semnul de avertizare 16+ (program interzis copiilor sub 16 ani) și pe următoarele canale, pe PRO 2 (în prezent Acasă TV), PRO TV Internațional și PRO TV Chișinău (perioada de difuzare 2009-2011), cu semnul de avertizare 15 (Acest program este interzis copiilor sub 15 ani - Genul programului: DRAMĂ).